# Chronologie der reichsten Deutschen
Die Liste der reichsten Deutschen zählt Vermögen der reichsten Einzelpersonen deutscher Staatsangehörigkeit chronologisch auf. Eine Liste der reichsten Personen der Welt veröffentlicht das Forbes Magazine jährlich unter dem Titel The World’s Billionaires.

## Erläuterungen
Bei den Vermögensangaben handelt es sich um Schätzungen. Bewertungsgrundlage sind Recherchen bei Vermögensverwaltern, Rechtsanwälten, Bankmanagern und Insidern. Vermögenswerte wurden vorsichtig bewertet, Aktienkapital nach den Kursen an einem Stichtag (zum Beispiel 31. August 2004), nicht-börsennotierte Unternehmen nach ihrem Umsatz, ihrer Profitabilität und Marktstellung. Als Vermögen gelten unter anderem Firmenbeteiligungen, Grund- und Immobilienbesitz, Aktien, Privatsammlungen und Stiftungen, sofern es sich nicht ausdrücklich um gemeinnützige Stiftungen handelt. Großfamilien, deren Vermögen keinem überschaubaren Personenkreis mehr zugeordnet werden kann, sind nicht in der Rangliste. Die Liste enthält nur Personen mit deutscher Staatsangehörigkeit.

## Kritik
Das Cicero-Magazin kritisiert in seiner Ausgabe vom Mai 2006, dass die Forbes-Liste die Aktienwerte der Family Offices nur schwer ermitteln kann und damit die Angaben auf Schätzungen beruhen.
Ungeachtet der verschiedenen Ansätze hinsichtlich Unter- und Überbewertungspolitik der betrachteten Wirtschaftsräume sieht sich die Quelle Forbes selbst als Schätzung.
2011 verklagte Josef Boquoi, Gründer des Unternehmens Bofrost, das Manager Magazin auf Unterlassung. Er wollte nicht mehr auf der Liste der 100 reichsten Deutschen genannt werden. Das Landgericht München I wies die Klage ab. Der Vorsitzende Richter erklärte, eine Gesellschaft müsse über sehr große Vermögen, ihr Zustandekommen und ihre Verwendung diskutieren können.

## 1907/08
Quelle: Cicero, Mai 2006, nach dem pensionierten Regierungsrat im preußischen Innenministerium, Rudolf Martin, laut Steuererklärungen
| Rang | Name                     | Vermögen in Mio. Goldmark | Kaufkraft umgerechnet in Mrd. Euro | Wirtschaftszweig |
| ---- | ------------------------ | ------------------------- | ---------------------------------- | ---------------- |
| 1.   | Familie Rothschild       | 216                       | 1,117                              | Kreditinstitut   |
| 2.   | Krupp                    | 187                       | 0,967                              | Schwerindustrie  |
| 3.   | Henckel von Donnersmarck | 177                       | 0,915                              | Schwerindustrie  |

## Oktober 2004
Quelle: Manager Magazin, Sonderheft: Die 300 reichsten Deutschen, Oktober 2004
| Rang | Name                                  | Vermögen in Milliarden Euro | Firmenanteile an                                           |
| ---- | ------------------------------------- | --------------------------- | ---------------------------------------------------------- |
| 01.  | Karl Albrecht                         | 15,60                       | Aldi Süd                                                   |
| 02.  | Theo Albrecht                         | 15,10                       | Aldi Nord                                                  |
| 03.  | Susanne Klatten                       | 07,80                       | BMW, Altana                                                |
| 04.  | Reinhard Mohn                         | 06,50                       | Bertelsmann                                                |
| 05.  | Werner und Michael Otto               | 05,50                       | Otto-Versand                                               |
| 06.  | Friedrich Karl Flick                  | 05,50                       | Flick-Holding                                              |
| 07.  | Ingeburg Herz                         | 05,10                       | Tchibo                                                     |
| 08.  | Reinhold Würth                        | 05,05                       | Würth-Gruppe                                               |
| 09.  | Stefan Quandt                         | 04,55                       | BMW                                                        |
| 010. | Curt Engelhorn                        | 04,50                       | Roche / ehem. Boehringer Mannheim                          |
| 011. | Günter und Daniela Herz               | 04,45                       | Mayfair Vermögensverwaltung                                |
| 012. | Michael und Reiner Schmidt-Ruthenbeck | 04,20                       | Metro-Gruppe                                               |
| 013. | Otto Beisheim                         | 04,20                       | Metro-Gruppe                                               |
| 014. | Familie Haub                          | 04,15                       | Tengelmann-Gruppe                                          |
| 015. | Familie Reimann                       | 04,10                       | Reckitt Benckiser, Slough                                  |
| 016. | Johanna Quandt                        | 04,00                       | BMW                                                        |
| 017. | Heinz Bauer                           | 04,00                       | Bauer Verlagsgruppe                                        |
| 018. | Familie von Holtzbrinck               | 03,90                       | Verlagsgruppe Holtzbrinck                                  |
| 019. | Hasso Plattner                        | 03,70                       | SAP                                                        |
| 020. | Familie Braun                         | 03,65                       | B. Braun                                                   |
| 021. | Rudolf-August Oetker                  | 03,65                       | Oetker-Gruppe                                              |
| 022. | Familie August von Finck              | 03,55                       | Merck Finck & Co                                           |
| 023. | Familie Bosch                         | 03,10                       | Robert Bosch GmbH                                          |
| 024. | Familie Porsche                       | 03,00                       | Porsche                                                    |
| 025. | Karin von Ullmann                     | 02,90                       | Bankhaus Sal. Oppenheim                                    |
| 026. | Alfred Freiherr von Oppenheim         | 02,90                       | Bankhaus Sal. Oppenheim                                    |
| 027. | Karl-Heinz Kipp                       | 02,85                       | Massa-Märkte                                               |
| 028. | Andreas und Thomas Strüngmann         | 02,80                       | Hexal AG                                                   |
| 029. | Quandt-Geschwister                    | 02,65                       | BMW                                                        |
| 030. | Maria-Elisabeth und Georg Schaeffler  | 02,65                       | Schaeffler KG                                              |
| 031. | Familie Wirtz                         | 02,55                       | Mäurer + Wirtz                                             |
| 032. | Familie Knauf                         | 02,50                       | Knauf Gips                                                 |
| 033. | Friede Springer                       | 02,45                       | Axel Springer AG                                           |
| 034. | Dietmar Hopp                          | 02,35                       | SAP                                                        |
| 035. | Otto Happel                           | 02,35                       | Gea                                                        |
| 036. | Heidi Horten                          | 02,30                       | Kaufhaus-Erbin – Helmut Horten                             |
| 037. | Stefan Schörghuber                    | 02,30                       | Schörghuber-Gruppe                                         |
| 038. | Familie Jahr                          | 02,30                       | Gruner + Jahr                                              |
| 039. | Heinz-Georg Baus                      | 02,30                       | BAUHAUS                                                    |
| 040. | Familie Wilhelm von Finck             | 02,20                       | Merck Finck & Co                                           |
| 041. | Familie Funke                         | 02,20                       | WAZ-Mediengruppe                                           |
| 042. | Klaus Tschira                         | 02,10                       | SAP                                                        |
| 043. | Hubert Burda                          | 02,10                       | Hubert Burda Media                                         |
| 044. | Familie Haindl                        | 01,90                       | Haindl-Gruppe                                              |
| 045. | Hans und Paul Riegel                  | 01,85                       | Haribo                                                     |
| 046. | Geschwister Liebherr                  | 01,80                       | Liebherr                                                   |
| 047. | Familie Voith                         | 01,80                       | Voith                                                      |
| 048. | Berthold Leibinger                    | 01,75                       | Trumpf (Unternehmen)                                       |
| 049. | Familie Simon/Niewodniczański         | 01,70                       | Bitburger Holding                                          |
| 050. | Madeleine Schickedanz                 | 01,65                       | KarstadtQuelle                                             |
| 051. | Familie Stihl                         | 01,65                       | Stihl                                                      |
| 052. | Familie Ströher                       | 01,65                       | Wella                                                      |
| 053. | Familie Rethmann                      | 01,60                       | Rethmann                                                   |
| 054. | Familie Benteler                      | 01,60                       | Benteler                                                   |
| 055. | Klaus Jacobs                          | 01,60                       | Kraft Foods                                                |
| 056. | Hugo Mann                             | 01,55                       | Wertkauf, Möbel Mann                                       |
| 057. | Familie Pohl                          | 01,55                       | Wella                                                      |
| 058. | Josef H. Boquoi                       | 01,50                       | Bofrost-Gruppe                                             |
| 059. | Hans-Werner Hector                    | 01,50                       | SAP                                                        |
| 060. | Familie Miele                         | 01,40                       | Miele                                                      |
| 061. | Familie Zinkann                       | 01,40                       | Miele                                                      |
| 062. | Klaus-Michael Kühne                   | 01,40                       | Kühne + Nagel                                              |
| 063. | Annelise Brost                        | 01,35                       | WAZ-Mediengruppe                                           |
| 064. | Familie Schleicher                    | 01,30                       | Schwenk Zement                                             |
| 065. | Thomas Bruch                          | 01,25                       | Globus                                                     |
| 066. | Gloria von Thurn und Taxis            | 01,25                       | Privatbanken, Immobilien, Industriebeteiligungen, Brauerei |
| 067. | Heinz-Horst Deichmann                 | 01,20                       | Deichmann Schuhe                                           |
| 068. | Familie Woeste                        | 01,20                       | Henkel                                                     |
| 069. | Peter Unger                           | 01,15                       | Auto Teile Unger                                           |
| 070. | Albert Cramer                         | 01,15                       | Warsteiner Brauerei                                        |
| 071. | Familie Schlecker                     | 01,15                       | Schlecker                                                  |
| 072. | Familie Dohle                         | 01,15                       | HIT Handelsgruppe                                          |
| 073. | Martin Viessmann                      | 01,15                       | Viessmann Werke                                            |
| 074. | Familie Diehl                         | 01,10                       | Diehl Stiftung                                             |
| 075. | Dieter Schaub                         | 01,10                       | Medien-Union                                               |
| 076. | Familie Claussen                      | 01,10                       | Beiersdorf AG                                              |
| 077. | Andreas von Bechtolsheim              | 01,10                       | Sun Microsystems                                           |
| 078. | Hermann-Hinrich Reemtsma              | 01,05                       | Reemtsma Cigarettenfabriken                                |
| 079. | Götz Werner                           | 01,05                       | DM Drogeriemarkt                                           |
| 080. | Familie Schwarz-Schütte               | 01,00                       | Schwarz Pharma                                             |
| 081. | Friedhelm Loh                         | 01,00                       | Friedhelm Loh Group                                        |
| 082. | Stefan Engelhorn jr.                  | 01,00                       | v. Boehringer Mannheim                                     |
| 083. | Hans Joachim Langmann                 | 01,00                       | Merck KGaA                                                 |
| 084. | Familie Stoll                         | 01,00                       | Festo                                                      |
| 085. | Erich Schumann                        | 00,95                       | WAZ-Mediengruppe                                           |
| 086. | Familie Claas                         | 00,95                       | Claas                                                      |
| 087. | Familie Wagner                        | 00,90                       | Rehau-Gruppe                                               |
| 088. | Familie Schuler-Voith                 | 00,90                       | Schuler AG                                                 |
| 089. | Familie Oberwelland                   | 00,90                       | August Storck                                              |
| 090. | Familie Mittelsten Scheid             | 00,90                       | Vorwerk & Co.                                              |
| 091. | Ursula Lapp                           | 00,90                       | Lapp Group                                                 |
| 092. | Gerhard Ackermans                     | 00,90                       | Allkauf                                                    |
| 093. | Carsten Maschmeyer                    | 00,90                       | AWD                                                        |
| 094. | Familie Kärcher                       | 00,90                       | Kärcher                                                    |
| 095. | Familie Dedi                          | 00,85                       | KarstadtQuelle                                             |
| 096. | Chantal Grundig                       | 00,85                       | Grundig-Erbin                                              |
| 097. | Familie Dornier                       | 00,85                       | Dornier                                                    |
| 098. | Claus-Peter Offen                     | 00,85                       | Reederei Claus-Peter Offen                                 |
| 099. | Robert Vogel                          | 00,85                       | Robert Vogel GmbH & CO KG (Immobilienunternehmen)          |
| 100. | Geschwister Eckes-Chantré             | 00,80                       | Eckes AG                                                   |

## Oktober 2005
Quelle: Manager Magazin, Sonderheft: Die 300 reichsten Deutschen, Oktober 2005
| Rang | Name                                  | Vermögen in Milliarden Euro | Firmenanteile an            | Differenz zu Oktober 2004 |
| ---- | ------------------------------------- | --------------------------- | --------------------------- | ------------------------- |
| 01.  | Karl Albrecht                         | 15,60                       | Aldi Süd                    | +/- 0 ↔                   |
| 02.  | Theo Albrecht                         | 15,10                       | Aldi Nord                   | +/- 0 ↔                   |
| 03.  | Susanne Klatten                       | 07,80                       | BMW, Altana                 | +/- 0 ↔                   |
| 04.  | Reinhard Mohn                         | 06,50                       | Bertelsmann                 | +/- 0 ↔                   |
| 05.  | Werner und Michael Otto               | 05,50                       | Otto-Versand                | +/- 0 ↔                   |
| 06.  | Friedrich Karl Flick                  | 05,50                       | Flick-Holding               | +/- 0 ↔                   |
| 07.  | Ingeburg Herz                         | 05,10                       | Tchibo                      | +/- 0 ↔                   |
| 08.  | Reinhold Würth                        | 05,05                       | Würth-Gruppe                | +/- 0 ↔                   |
| 09.  | Familie Porsche                       | 04,95                       | Porsche                     | + 1,95 ↑                  |
| 10.  | Günter und Daniela Herz               | 04,60                       | Mayfair Vermögensverwaltung | + 0,15 ↑                  |
| 11.  | Stefan Quandt                         | 04,55                       | BMW                         | +/- 0 ↓                   |
| 12.  | Curt Engelhorn                        | 04,50                       | Boehringer Mannheim         | +/- 0 ↓                   |
| 13.  | Familie Rudolf-August Oetker          | 04,20                       | Oetker-Gruppe               | + 0,55 ↑                  |
| 14.  | Otto Beisheim                         | 04,10                       | Metro-Gruppe                | - 0,1 ↓                   |
| 14.  | Johanna Quandt                        | 04,10                       | BMW                         | + 0,1 ↑                   |
| 16.  | Familie Haub                          | 04,00                       | Tengelmann-Gruppe           | - 0,15 ↓                  |
| 17.  | Familie Braun                         | 03,80                       | B. Braun                    | + 0,15 ↑                  |
| 18.  | Hasso Plattner                        | 03,75                       | SAP                         | + 0,05 ↑                  |
| 19.  | Familie August von Finck              | 03,60                       | Merck Finck & Co            | + 0,05 ↑                  |
| 20.  | Familie von Oppenheim                 | 03,25                       | Bankhaus Sal. Oppenheim     | + 0,35 ↑                  |
| 22.  | Heinz Bauer                           | 03,20                       | Bauer Verlagsgruppe         | - 0,8 ↓                   |
| 23.  | Michael und Reiner Schmidt-Ruthenbeck | 03,10                       | Metro-Gruppe                | - 1,1 ↓                   |
| 24.  | Familie von Holtzbrinck               | 03,00                       | Verlagsgruppe Holtzbrinck   | - 0,9 ↓                   |

## Mai 2006
Quelle: Cicero, Mai 2006, nach Forbes Magazine, Stichtag 13. Februar 2006
| Rang | Name                                                      | Vermögen in Milliarden US-Dollar | Quelle des Vermögens                | Wirtschaftszweig            |
| ---- | --------------------------------------------------------- | -------------------------------- | ----------------------------------- | --------------------------- |
| 01.  | Karl Albrecht                                             | 17,0                             | Aldi Süd                            | Einzelhandel                |
| 02.  | Theo Albrecht                                             | 15,2                             | Aldi Nord                           | Einzelhandel                |
| 03.  | Adolf Merckle                                             | 11,5                             | Ratiopharm                          | Pharma                      |
| 04.  | Michael Otto & Familie                                    | 10,4                             | Otto-Versand                        | Versandhandel               |
| 05.  | Susanne Klatten                                           | 07,75                            | BMW, Altana                         | Autohersteller, Pharma      |
| 06.  | Rudolf-August Oetker & Familie                            | 08,0                             | Oetker-Gruppe                       | Lebensmittel, Schifffahrt   |
| 07.  | Reinhold Würth                                            | 07,9                             | Würth-Gruppe                        | Werkzeugbau                 |
| 08.  | August von Finck junior                                   | 07,0                             | Investition                         |                             |
| 09.  | Maria-Elisabeth Schaeffler u. Sohn Georg F. W. Schaeffler | 06,8                             | Schaeffler KG                       |                             |
| 10.  | Stefan Quandt                                             | 06,6                             | BMW                                 | Autohersteller              |
| 11.  | Hasso Plattner                                            | 06,4                             | SAP                                 | Software-Hersteller         |
| 12.  | Curt Engelhorn                                            | 06,1                             | Boehringer Mannheim                 | Pharma                      |
| 13.  | Friedrich Karl Flick                                      | 06,1                             | Haupterbe der Flick-Gruppe          |                             |
| 14.  | Johanna Quandt                                            | 06,1                             | BMW                                 | Autohersteller              |
| 14.  | Karl-Heinz Kipp                                           | 05,0                             | Textilhandel Massa-Kipp (bis 1987)  |                             |
| 16.  | Erivan Haub & Familie                                     | 04,9                             | Tengelmann-Gruppe                   | Einzelhandel                |
| 17.  | Reinhard Mohn & Familie                                   | 04,3                             | Bertelsmann                         | Verlag                      |
| 18.  | Klaus-Michael Kühne                                       | 04,1                             | Kühne + Nagel                       | Spedition                   |
| 19.  | Madeleine Schickedanz                                     | 04,0                             | KarstadtQuelle                      | Einzelhandel, Versandhandel |
| 20.  | Andreas Strüngmann                                        | 03,6                             | Hexal AG                            | Pharma                      |
| 21.  | Thomas Strüngmann                                         | 03,6                             | Hexal AG                            | Pharma                      |
| 22.  | Otto Beisheim                                             | 03,4                             | Metro-Gruppe                        |                             |
| 23.  | Reiner & Michael Schmidt-Ruthenbeck                       | 03,3                             | Metro-Gruppe                        |                             |
| 24.  | Klaus Tschira                                             | 03,3                             | SAP                                 | Software-Hersteller         |
| 25.  | Anton Schlecker                                           | 03,0                             | Schlecker                           |                             |
| 26.  | Michael Herz                                              | 02,9                             | Tchibo Holding AG                   |                             |
| 27.  | Wolfgang Herz                                             | 02,8                             | Tchibo Holding AG                   |                             |
| 28.  | Stefan Schörghuber                                        | 02,8                             | Schörghuber Unternehmensgruppe      |                             |
| 29.  | Otto Happel                                               | 02,7                             | GEA Group                           |                             |
| 30.  | Hugo Mann & Familie                                       | 02,6                             | Wertkauf                            |                             |
| 31.  | Axel Oberwelland                                          | 02,4                             | August Storck KG                    | Lebensmittel                |
| 32.  | Hubert Burda                                              | 02,3                             | Hubert Burda Media                  | Verlag                      |
| 33.  | Hermann Schnabel                                          | 02,3                             | Helm AG                             |                             |
| 34.  | Friede Springer                                           | 02,3                             | Axel Springer AG                    | Verlag                      |
| 35.  | Heinz-Horst Deichmann                                     | 02,1                             | Deichmann Schuhe                    |                             |
| 36.  | Daniela Herz                                              | 02,0                             | Tchibo Holding AG                   |                             |
| 37.  | Günter Herz                                               | 02,0                             | Tchibo Holding AG                   |                             |
| 38.  | Heinz Bauer                                               | 01,9                             | Bauer Verlagsgruppe                 | Verlag                      |
| 39.  | Joachim Herz                                              | 01,9                             | Tchibo Holding AG                   |                             |
| 40.  | Albert von Thurn und Taxis                                | 01,9                             | Thurn und Taxis                     |                             |
| 41.  | Hans-Werner Hector                                        | 01,8                             | SAP                                 | Software-Hersteller         |
| 42.  | Eugen Viehof & Familie                                    | 01,8                             | Allkauf-Gruppe                      |                             |
| 43.  | Sylvia Ströher                                            | 01,7                             | Wella                               |                             |
| 44.  | Rolf Gerling                                              | 01,5                             | Gerling                             | Versicherung                |
| 45.  | Andreas von Bechtolsheim                                  | 01,5                             | Sun Microsystems                    | Computer                    |
| 46.  | Hans Riegel                                               | 01,4                             | Haribo                              |                             |
| 47.  | Paul Riegel                                               | 01,4                             | Haribo                              |                             |
| 48.  | Martin Viessmann                                          | 01,3                             | Viessmann Heiztechnik               |                             |
| 49.  | Ingeburg Herz                                             | 01,2                             | Tchibo Holding AG                   |                             |
| 50.  | Peter Unger                                               | 01,2                             | Auto Teile Unger                    |                             |
| 51.  | Anneliese Brost                                           | 01,1                             | WAZ-Mediengruppe                    | Verlag                      |
| 52.  | Dietmar Hopp                                              | 01,1                             | SAP                                 | Software-Hersteller         |
| 53.  | Monika Schoeller                                          | 01,0                             | Verlagsgruppe Georg von Holtzbrinck | Verlag                      |
| 54.  | Georg-Dieter von Holtzbrinck                              | 01,0                             | Verlagsgruppe Georg von Holtzbrinck | Verlag                      |
| 55.  | Stefan von Holtzbrinck                                    | 01,0                             | Verlagsgruppe Georg von Holtzbrinck | Verlag                      |

## Oktober 2006
Quelle: Manager Magazin, Sonderheft: Die 300 reichsten Deutschen, Oktober 2006
| Rang | Name                             | Vermögen in Milliarden Euro | Quelle des Vermögens                 |
| ---- | -------------------------------- | --------------------------- | ------------------------------------ |
| 01.  | Familie Karl Albrecht            | 16,10                       | Aldi Süd                             |
| 02.  | Familie Theo Albrecht            | 16,05                       | Aldi Nord                            |
| 03.  | Dieter Schwarz                   | 10,25                       | Schwarz-Gruppe (Lidl, Kaufland)      |
| 04.  | Susanne Klatten                  | 07,75                       | BMW, Altana                          |
| 05.  | Familien Werner und Michael Otto | 05,40                       | Otto-Versand                         |
| 06.  | Hasso Plattner                   | 05,30                       | SAP                                  |
| 07.  | Reinhold Würth                   | 05,15                       | Würth-Gruppe                         |
| 08.  | Familie Porsche                  | 05,10                       | Porsche                              |
| 09.  | Günter und Daniela Herz          | 05,10                       | Puma AG, Mayfair Vermögensverwaltung |
| 10.  | Familie Reimann                  | 05,05                       | Reckitt Benckiser                    |

## März 2007
Quelle: Die Welt, März 2007, nach Forbes Magazine
| Rang | Name                                                      | Vermögen in Milliarden US-Dollar | Quelle des Vermögens                                                                   | Wirtschaftszweig                                              | Weltranglistenplatz lt. Forbes Magazine |
| ---- | --------------------------------------------------------- | -------------------------------- | -------------------------------------------------------------------------------------- | ------------------------------------------------------------- | --------------------------------------- |
| 01.  | Karl Albrecht                                             | 20,0                             | Aldi Süd                                                                               | Einzelhandel                                                  | 015.                                    |
| 02.  | Theo Albrecht                                             | 17,5                             | Aldi Nord                                                                              | Einzelhandel                                                  | 020.                                    |
| 03.  | Michael Otto & Familie                                    | 13,3                             | Otto-Versand                                                                           | Versandhandel                                                 | 040.                                    |
| 04.  | Adolf Merckle                                             | 12,8                             | Ratiopharm                                                                             | Pharma                                                        | 044.                                    |
| 05.  | Susanne Klatten                                           | 09,6                             | BMW, Altana                                                                            | Autohersteller, Pharma                                        | 068.                                    |
| 06.  | Reinhold Würth                                            | 09,0                             | Würth-Gruppe                                                                           | Handel                                                        | 073.                                    |
| 07.  | Maria-Elisabeth Schaeffler u. Sohn Georg F. W. Schaeffler | 08,7                             | Schaeffler KG                                                                          | Maschinenbau                                                  | 078.                                    |
| 08.  | August von Finck junior                                   | 08,4                             |                                                                                        | Investition                                                   | 083.                                    |
| 09.  | Stefan Quandt                                             | 07,6                             | BMW                                                                                    | Autohersteller                                                | 096.                                    |
| 10.  | Johanna Quandt                                            | 06,7                             | BMW                                                                                    | Autohersteller                                                | 111.                                    |
| 11.  | Curt Engelhorn                                            | 06,4                             | Boehringer Mannheim                                                                    | Pharma                                                        | 114.                                    |
| 12.  | Hasso Plattner                                            | 06,0                             | SAP                                                                                    | Software                                                      | 119.                                    |
| 13.  | Erivan Haub & Familie                                     | 06,0                             | Tengelmann-Gruppe                                                                      | Einzelhandel                                                  | 119.                                    |
| 14.  | Klaus-Michael Kühne                                       | 05,9                             | Kühne + Nagel                                                                          | Spedition                                                     | 128.                                    |
| 15.  | Karl-Heinz Kipp                                           | 05,7                             | Textilhandel Massa-Kipp (bis 1987)                                                     | Handel                                                        | 132.                                    |
| 16.  | Madeleine Schickedanz                                     | 05,5                             | Arcandor                                                                               | Einzelhandel, Versandhandel                                   | 142.                                    |
| 17.  | Otto Beisheim                                             | 04,5                             | Metro-Gruppe                                                                           | Groß- und Einzelhandel                                        | 177.                                    |
| 18.  | Hubert Burda                                              | 04,3                             | Hubert Burda Media                                                                     | Verlag                                                        | 194.                                    |
| 19.  | Reiner & Michael Schmidt-Ruthenbeck                       | 04,3                             | Metro-Gruppe                                                                           | Groß- und Einzelhandel                                        | 194.                                    |
| 20.  | Wolfgang Herz                                             | 04,0                             | Tchibo Holding AG                                                                      | Kaffeerösterei und -handel                                    | 214.                                    |
| 21.  | Michael Herz                                              | 04,0                             | Tchibo Holding AG                                                                      | Kaffeerösterei und -handel                                    | 214.                                    |
| 22.  | Andreas Strüngmann                                        | 04,0                             | Hexal AG                                                                               | Pharma                                                        | 214.                                    |
| 23.  | Thomas Strüngmann                                         | 04,0                             | Hexal AG                                                                               | Pharma                                                        | 214.                                    |
| 24.  | Anton Schlecker                                           | 03,8                             | Schlecker                                                                              | Drogeriemärkte und Versandhandel                              | 230.                                    |
| 25.  | Reinhard Mohn & Familie                                   | 03,5                             | Bertelsmann                                                                            | Verlag                                                        | 249.                                    |
| 26.  | Friede Springer                                           | 03,2                             | Axel Springer AG                                                                       | Verlag                                                        | 273.                                    |
| 27.  | Stefan Schörghuber                                        | 03,0                             | Schörghuber Unternehmensgruppe                                                         | u.A. Immobilien, Hotels, Flugzeugleasing                      | 287.                                    |
| 28.  | Otto Happel                                               | 03,0                             | GEA Group                                                                              | Spezialmaschinenbau                                           | 287.                                    |
| 29.  | Klaus Tschira                                             | 03,0                             | SAP                                                                                    | Software-Hersteller                                           | 287.                                    |
| 30.  | Axel Oberwelland                                          | 02,6                             | August Storck KG                                                                       | Lebensmittel                                                  | 336.                                    |
| 31.  | Hugo Mann & Familie                                       | 02,6                             | Wertkauf                                                                               | Einzelhandel                                                  | 336.                                    |
| 32.  | Heinz Bauer                                               | 02,6                             | Bauer Verlagsgruppe                                                                    | Verlag                                                        | 349.                                    |
| 33.  | Heinz-Horst Deichmann                                     | 02,6                             | Deichmann Schuhe                                                                       | Schuhhandel                                                   | 349.                                    |
| 34.  | Joachim Herz                                              | 02,5                             | Tchibo Holding AG                                                                      | Kaffeerösterei und -handel                                    | 369.                                    |
| 35.  | Hermann Schnabel                                          | 02,4                             | Helm AG                                                                                |                                                               | 390.                                    |
| 36.  | Günter Herz                                               | 02,3                             | Tchibo Holding AG                                                                      | Kaffeerösterei und -handel                                    | 407.                                    |
| 37.  | Daniela Herz                                              | 02,2                             | Tchibo Holding AG                                                                      | Kaffeerösterei und -handel                                    | 407.                                    |
| 38.  | Eugen Viehof & Familie                                    | 02,1                             | Allkauf-Gruppe                                                                         | Einzelhandel, jetzt zur Metro-Gruppe gehörend, (bspw. real,-) | 458.                                    |
| 39.  | Albert Prinz von Thurn und Taxis                          | 02,0                             | Thurn und Taxis                                                                        | u.A. ehem. königlicher Postdienst                             | 488.                                    |
| 40.  | Andreas von Bechtolsheim                                  | 01,9                             | Sun Microsystems                                                                       | Computer                                                      | 538.                                    |
| 41.  | Sylvia Ströher                                            | 01,9                             | Wella                                                                                  | Haarpflegeprodukte                                            | 538.                                    |
| 42.  | Hans-Werner Hector                                        | 01,9                             | SAP                                                                                    | Software-Hersteller                                           | 538.                                    |
| 43.  | Ingeburg Herz                                             | 01,8                             | Tchibo Holding AG                                                                      | Kaffeerösterei und -handel                                    | 557.                                    |
| 44.  | Rolf Gerling                                              | 01,7                             | Gerling                                                                                | Versicherung                                                  | 583.                                    |
| 45.  | Dieter Schnabel                                           | 01,6                             | Helm AG                                                                                |                                                               | 618.                                    |
| 46.  | Martin Viessmann                                          | 01,5                             | Viessmann                                                                              | Heiztechnik                                                   | 664.                                    |
| 47.  | Paul Riegel                                               | 01,5                             | Haribo                                                                                 | Süßwaren, Gummibärchen                                        | 664.                                    |
| 48.  | Hans Riegel                                               | 01,5                             | Haribo                                                                                 | Süßwaren                                                      | 664.                                    |
| 49.  | Peter Unger                                               | 01,3                             | Auto Teile Unger                                                                       | Kfz.-Zubehör und -werkstätten                                 | 754.                                    |
| 50.  | Anneliese Brost                                           | 01,3                             | WAZ-Mediengruppe                                                                       | Verlag                                                        | 754.                                    |
| 51.  | Dietmar Hopp                                              | 01,2                             | SAP                                                                                    | Software-Hersteller                                           | 799.                                    |
| 52.  | Georg-Dieter von Holtzbrinck                              | 01,1                             | Verlagsgruppe Georg von Holtzbrinck (bis 2006) Dieter von Holtzbrinck Medien (ab 2009) | Verlag                                                        | 840.                                    |
| 53.  | Stefan von Holtzbrinck                                    | 01,1                             | Verlagsgruppe Georg von Holtzbrinck                                                    | Verlag                                                        | 840.                                    |
| 54.  | Monika Schoeller                                          | 01,1                             | Verlagsgruppe Georg von Holtzbrinck                                                    | Verlag                                                        | 840.                                    |
| 55.  | Friedhelm Loh                                             | 01,0                             | Friedhelm Loh Group                                                                    | Schaltschränke                                                | 891.                                    |

## März 2008
Quelle: Forbes Magazine, März 2008
| Rang | Name                                                      | Vermögen in Milliarden US-Dollar | Quelle des Vermögens                                                           | Wirtschaftszweig       | Weltranglistenplatz The World’s Billionaires (Forbes Magazine) |
| ---- | --------------------------------------------------------- | -------------------------------- | ------------------------------------------------------------------------------ | ---------------------- | -------------------------------------------------------------- |
| 01.  | Karl Albrecht                                             | 27,0                             | Aldi Süd                                                                       | Einzelhandel           | 010.                                                           |
| 02.  | Theo Albrecht                                             | 230                              | Aldi Nord                                                                      | Einzelhandel           | 016.                                                           |
| 03.  | Michael Otto & Familie                                    | 18,2                             | Otto-Versand                                                                   | Versandhandel          | 034.                                                           |
| 04.  | Susanne Klatten                                           | 13,2                             | BMW, Altana                                                                    | Autohersteller, Pharma | 055.                                                           |
| 05.  | Adolf Merckle                                             | 09,2                             | Merckle Unternehmensgruppe, HeidelbergCement, Phoenix Pharmahandel, Ratiopharm | Baustoffe, Pharma      | 094.                                                           |
| 06.  | Reinhard Mohn & Familie                                   | 08,7                             | Bertelsmann                                                                    | Verlag                 | 102.                                                           |
| 07.  | Maria-Elisabeth Schaeffler u. Sohn Georg F. W. Schaeffler | 08,5                             | Schaeffler KG                                                                  | Maschinenbau           | 104.                                                           |
| 08.  | Erivan Haub & Familie                                     | 07,8                             | Tengelmann-Gruppe                                                              | Einzelhandel           | 119.                                                           |
| 09.  | Reinhold Würth                                            | 07,7                             | Würth-Gruppe                                                                   | Handel                 | 120.                                                           |
| 10.  | Stefan Quandt                                             | 06,8                             | BMW                                                                            | Autohersteller         | 137.                                                           |

## Oktober 2008
Quelle: Manager Magazin, Oktober 2008 (Aktienkapital nach dem Kurs vom 1. September 2008)
| Rang | Name                   | Vermögen in Milliarden US-Dollar | Quelle des Vermögens               | Wirtschaftszweig       | Weltranglistenplatz lt. Forbes Magazine |
| ---- | ---------------------- | -------------------------------- | ---------------------------------- | ---------------------- | --------------------------------------- |
| 1.   | Karl Albrecht          | 17,55                            | Aldi Süd                           | Einzelhandel           | 010.                                    |
| 2.   | Theo Albrecht          | 17,05                            | Aldi Nord                          | Einzelhandel           | 016.                                    |
| 3.   | Familie Porsche        | 15,50                            | Porsche                            | Autohersteller         |                                         |
| 4.   | Dieter Schwarz         | 110                              | Lidl, Kaufland                     | Handel                 |                                         |
| 5.   | Michael Otto & Familie | 08,10                            | Otto-Versand                       | Versandhandel          | 034.                                    |
| 6.   | Familie Reimann        | 07,95                            | Reckitt Benckiser, Parfümhaus Coty | Handel                 |                                         |
| 7.   | Susanne Klatten        | 07,80                            | BMW, Altana                        | Autohersteller, Pharma | 055.                                    |
| 8.   | Reinhold Würth         | 07,40                            | Würth-Gruppe                       | Handel                 | 120.                                    |
| 9.   | August Oetker          | 06,75                            | Oetker-Gruppe                      | Handel                 |                                         |

## März 2009
Quelle: Forbes Magazine, März 2009
| Rang | Name                   | Vermögen in Milliarden US-Dollar | Quelle des Vermögens | Wirtschaftszweig                 | Weltranglistenplatz The World’s Billionaires (Forbes Magazine) |
| ---- | ---------------------- | -------------------------------- | -------------------- | -------------------------------- | -------------------------------------------------------------- |
| 01.  | Karl Albrecht          | 21,5                             | Aldi Süd             | Einzelhandel                     | 06.                                                            |
| 02.  | Theo Albrecht          | 18,8                             | Aldi Nord            | Einzelhandel                     | 09.                                                            |
| 03.  | Michael Otto & Familie | 13,2                             | Otto-Versand         | Versandhandel                    | 023.                                                           |
| 04.  | Susanne Klatten        | 10,0                             | BMW, Altana          | Autohersteller, Pharma           | 035.                                                           |
| 05.  | Erivan Haub & Familie  | 05,4                             | Tengelmann-Gruppe    | Einzelhandel                     | 090.                                                           |
| 06.  | Reinhold Würth         | 05,2                             | Würth-Gruppe         | Handel                           | 093.                                                           |
| 07.  | Stefan Quandt          | 04,6                             | BMW                  | Autohersteller                   | 108.                                                           |
| 08.  | Hasso Plattner         | 04,5                             | SAP                  | Software                         | 110.                                                           |
| 09.  | Johanna Quandt         | 04,1                             | BMW                  | Autohersteller                   | 131.                                                           |
| 10.  | Anton Schlecker        | 03,6                             | Schlecker            | Drogeriemärkte und Versandhandel | 156.                                                           |

## Oktober 2009
Quelle: Manager Magazin, Oktober 2009 (Aktienkapital nach dem Kurs vom 1. September 2009)
| Rang | Name                         | Vermögen in Milliarden Euro | Quelle des Vermögens    | Wirtschaftszweig           |
| ---- | ---------------------------- | --------------------------- | ----------------------- | -------------------------- |
| 01.  | Karl Albrecht                | 17,35                       | Aldi Süd                | Einzelhandel               |
| 02.  | Theo Albrecht                | 16,75                       | Aldi Nord, Trader Joe’s | Einzelhandel               |
| 03.  | Dieter Schwarz               | 100                         | Lidl, Kaufland          | Handel                     |
| 04.  | Michael Otto & Familie       | 08,15                       | Otto Group              | u. a. Versandhandel        |
| 05.  | Familie Reimann              | 07,15                       | Reckitt Benckiser, Coty | Handel, Kosmetik           |
| 06.  | Susanne Klatten              | 070                         | BMW, Altana             | Autohersteller, Pharma     |
| 07.  | Reinhold Würth               | 06,80                       | Würth-Gruppe            | Handel                     |
| 08.  | August Oetker                | 06,35                       | Oetker-Gruppe           | Handel                     |
| 09.  | Günter Herz und Daniela Herz | 06,00                       | Tchibo Holding AG       | Kaffeerösterei und -handel |
| 10.  | Familie Braun                | 05,10                       | B. Braun                | Pharma und Medizintechnik  |

## März 2010
Quelle: Forbes Magazine, März 2010
| Rang | Name                   | Vermögen in Milliarden US-Dollar | Quelle des Vermögens            | Wirtschaftszweig       | Weltranglistenplatz The World’s Billionaires (Forbes Magazine) |
| ---- | ---------------------- | -------------------------------- | ------------------------------- | ---------------------- | -------------------------------------------------------------- |
| 01.  | Karl Albrecht          | 23,5                             | Aldi Süd                        | Einzelhandel           | 010.                                                           |
| 02.  | Michael Otto & Familie | 18,7                             | Otto-Gruppe                     | Versandhandel          | 021.                                                           |
| 03.  | Theo Albrecht          | 16,7                             | Aldi Nord, Trader Joe’s         | Einzelhandel           | 031.                                                           |
| 04.  | Susanne Klatten        | 11,1                             | BMW, Altana, Nordex, SGL Carbon | Autohersteller, Pharma | 051.                                                           |
| 05.  | August von Finck       | 07,3                             | Merck Finck & Co, Allianz       | Bank, Versicherung     | 099.                                                           |
| 06.  | Klaus-Michael Kühne    | 06,8                             | Kühne + Nagel                   | Logistik               | 108.                                                           |
| 07.  | Curt Engelhorn         | 06,3                             | Boehringer Mannheim             | Chemie                 | 117.                                                           |
| 08.  | Stefan Quandt          | 05,7                             | BMW                             | Autohersteller         | 132.                                                           |
| 08.  | Reinhold Würth         | 05,7                             | Würth-Gruppe                    | Handel                 | 132.                                                           |
| 10.  | Karl-Heinz Kipp        | 05,0                             | Massa-Märkte                    | Einzelhandel           | 154.                                                           |
| 10.  | Hasso Plattner         | 05,0                             | SAP                             | Software               | 154.                                                           |
| 10.  | Johanna Quandt         | 05,0                             | BMW                             | Autohersteller         | 154.                                                           |

## März 2011
Quelle: Forbes Magazine, März 2011
| Rang | Name                                      | Vermögen in Milliarden US-Dollar | Quelle des Vermögens            | Wirtschaftszweig       | Weltranglistenplatz The World’s Billionaires (Forbes Magazine) |
| ---- | ----------------------------------------- | -------------------------------- | ------------------------------- | ---------------------- | -------------------------------------------------------------- |
| 01.  | Karl Albrecht                             | 25,5                             | Aldi Süd                        | Einzelhandel           | 012.                                                           |
| 02.  | Michael Otto & Familie                    | 16,6                             | Otto-Gruppe                     | Versandhandel          | 038.                                                           |
| 03.  | Susanne Klatten                           | 14,6                             | BMW, Altana, Nordex, SGL Carbon | Autohersteller, Pharma | 044.                                                           |
| 04.  | Berthold & Theo Albrecht junior & Familie | 14,4                             | Aldi Nord, Trader Joe’s         | Einzelhandel           | 048.                                                           |
| 05.  | Stefan Quandt                             | 10,7                             | BMW                             | Autohersteller         | 072.                                                           |
| 06.  | Klaus-Michael Kühne                       | 10,0                             | Kühne + Nagel                   | Logistik               | 081.                                                           |
| 07.  | Johanna Quandt                            | 09,8                             | BMW                             | Autohersteller         | 089.                                                           |
| 08.  | Maria-Elisabeth & Georg Schaeffler        | 09,8                             | Schaeffler-Gruppe               | Maschinenbau           | 089.                                                           |
| 09.  | August von Finck                          | 08,4                             | Merck Finck & Co, Allianz       | Bank, Versicherung     | 108.                                                           |
| 10.  | Hasso Plattner                            | 06,9                             | SAP                             | Software               | 141.                                                           |

## März 2012
Quelle: Forbes Magazine, März 2012
| Rang | Name                                      | Vermögen in Milliarden US-Dollar | Quelle des Vermögens            | Wirtschaftszweig       | Weltranglistenplatz The World’s Billionaires (Forbes Magazine) |
| ---- | ----------------------------------------- | -------------------------------- | ------------------------------- | ---------------------- | -------------------------------------------------------------- |
| 01.  | Karl Albrecht                             | 25,4                             | Aldi Süd                        | Einzelhandel           | 010.                                                           |
| 02.  | Berthold & Theo Albrecht junior & Familie | 17,8                             | Aldi Nord, Trader Joe’s         | Einzelhandel           | 032.                                                           |
| 03.  | Michael Otto & Familie                    | 17,6                             | Otto-Gruppe                     | Versandhandel          | 034.                                                           |
| 04.  | Susanne Klatten                           | 13,0                             | BMW, Altana, Nordex, SGL Carbon | Autohersteller, Pharma | 059.                                                           |
| 05.  | Stefan Quandt                             | 11,2                             | BMW                             | Autohersteller         | 076.                                                           |
| 06.  | Johanna Quandt                            | 10,0                             | BMW                             | Autohersteller         | 088.                                                           |
| 07.  | Klaus-Michael Kühne                       | 09,8                             | Kühne + Nagel                   | Logistik               | 095.                                                           |
| 08.  | August von Finck                          | 07,8                             | Merck Finck & Co, Allianz       | Bank, Versicherung     | 118.                                                           |
| 09.  | Hasso Plattner                            | 07,2                             | SAP                             | Software               | 127.                                                           |
| 10.  | Curt Engelhorn                            | 06,6                             | Boehringer Mannheim             | Chemie                 | 144.                                                           |

## Oktober 2014
Quelle: Manager Magazin
| Rang 2014 | Person bzw. Familie                                 | Branche bzw. Unternehmen                                                                 | 2014 Mrd. € | Kommentar                                                                                              |
| --------- | --------------------------------------------------- | ---------------------------------------------------------------------------------------- | ----------- | --- |
| 1         | Stefan Quandt, Johanna Quandt † und Susanne Klatten | BMW (46,7 %), Altana, Delton, SKion, SGL Carbon, Nordex SE, BHF-Bank, Solarwatt, Gemalto | 31,0        | Allein der BMW-Anteil ist ca. 25 Mrd. Euro wert.                                                       |
| 2         | Beate Heister (geb. Albrecht)                       | Aldi-Süd und Immobilien                                                                  | 18,3        | Die Unternehmensbeteiligung liegt in der Siepmann-Stiftung.                                            |
| 3         | Georg und Maria-Elisabeth Schaeffler                | Schaeffler-Gruppe (100 %), Continental AG (46 %)                                         | 17,6        | Holding-Anteile: Georg Schaeffler 80 %, Maria-Elisabeth Schaeffler 20 %.                               |
| 4         | Theo Albrecht junior                                | Aldi-Nord, Trader Joe’s und Immobilien                                                   | 16,5        | Die Unternehmensbeteiligung ist gebündelt in der Markus-Stiftung, Lukas-Stiftung und Jakobus-Stiftung. |
| 5         | Dieter Schwarz                                      | Lidl, Kaufland                                                                           | 14,5        | |
| 6         | Familie Reimann                                     | JAB Holdings, Coty, Reckitt Benckiser (11 %)                                             | 14,0        | |
| 7         | Michael, Wolfgang, Petra und Ingeburg Herz          | Maxingvest, Tchibo (100 %), Beiersdorf (51 %)                                            | 11,0        | |
| 8         | Familie Otto                                        | Otto Group, ECE, Hermes Versand                                                          | 9,5         | insgesamt über 120 Unternehmen                                                                         |
| 9         | Familie Würth                                       | Würth-Gruppe                                                                             | 8,2         | |
| 10        | Familie Oetker                                      | Oetker, Bankhaus Lampe, Radeberger                                                       | 7,7         | insgesamt über 400 Unternehmen                                                                         |

## März 2015
Quelle: Forbes Magazine, März 2015
| Rang | Name                                              | Vermögen in Milliarden US-Dollar | Quelle des Vermögens            | Wirtschaftszweig       | Weltranglistenplatz The World’s Billionaires (Forbes Magazine) |
| ---- | ------------------------------------------------- | -------------------------------- | ------------------------------- | ---------------------- | -------------------------------------------------------------- |
| 01.  | Georg Friedrich Wilhelm Schaeffler                | 26,9                             | Schaeffler-Gruppe               | Kugellager-Herstellung | 021.                                                           |
| 02.  | Beate Heister (geb. Albrecht) & Karl Albrecht jr. | 21,1                             | Aldi-Süd                        | Einzelhandel           | 037.                                                           |
| 03.  | Dieter Schwarz                                    | 20,4                             | Schwarz-Gruppe                  | Einzelhandel           | 046.                                                           |
| 04.  | Theo Albrecht Jr.                                 | 18,8                             | Aldi Nord und Trader Joe’s      | Einzelhandel           | 049.                                                           |
| 05.  | Michael Otto                                      | 18,1                             | Otto-Gruppe                     | Versandhandel          | 050.                                                           |
| 06.  | Susanne Klatten                                   | 16,8                             | BMW, Altana, Nordex, SGL Carbon | Autohersteller, Pharma | 054.                                                           |
| 07.  | Stefan Quandt                                     | 15,6                             | BMW                             | Autohersteller         | 059.                                                           |
| 08.  | Johanna Quandt                                    | 13,9                             | BMW                             | Autohersteller         | 088.                                                           |
| 09.  | Klaus-Michael Kühne                               | 11,9                             | Kühne + Nagel                   | Logistik               | 103.                                                           |
| 010. | Hasso Plattner                                    | 09,1                             | SAP                             | Software               | 137.                                                           |

## März 2017
Quelle: Forbes Magazine, März 2017
| Rang | Name                                              | Vermögen in Milliarden US-Dollar | Quelle des Vermögens            | Wirtschaftszweig       | Weltranglistenplatz The World’s Billionaires (Forbes Magazine) |
| ---- | ------------------------------------------------- | -------------------------------- | ------------------------------- | ---------------------- | -------------------------------------------------------------- |
| 01.  | Beate Heister (geb. Albrecht) & Karl Albrecht Jr. | 27,2                             | Aldi-Süd                        | Einzelhandel           | 024.                                                           |
| 02.  | Georg Schaeffler                                  | 20,7                             | Schaeffler-Gruppe               | Kugellager-Herstellung | 036.                                                           |
| 03.  | Susanne Klatten                                   | 20,4                             | BMW, Altana, Nordex, SGL Carbon | Autohersteller, Pharma | 038.                                                           |
| 04.  | Theo Albrecht Jr.                                 | 18,8                             | Aldi Nord und Trader Joe’s      | Einzelhandel           | 044.                                                           |
| 05.  | Stefan Quandt                                     | 18,3                             | BMW                             | Autohersteller         | 047.                                                           |
| 06.  | Dieter Schwarz                                    | 17,0                             | Schwarz-Gruppe                  | Einzelhandel           | 053.                                                           |
| 07.  | Heinz Hermann Thiele                              | 13,1                             | Knorr-Bremse AG                 | Logistik               | 090.                                                           |
| 08.  | Klaus-Michael Kühne                               | 12,4                             | Kühne + Nagel                   | Logistik               | 100.                                                           |
| 09.  | Hasso Plattner                                    | 11,2                             | SAP                             | Software               | 118.                                                           |
| 10.  | Udo & Harald Tschira                              | 11,0                             | SAP                             | Software               | 120.                                                           |

## März 2019
Quelle: Forbes Magazine, März 2019
| Rang | Name                                           | Vermögen in Milliarden US-Dollar | Quelle des Vermögens            | Wirtschaftszweig       | Weltranglistenplatz The World’s Billionaires (Forbes Magazine) |
| ---- | ---------------------------------------------- | -------------------------------- | ------------------------------- | ---------------------- | -------------------------------------------------------------- |
| 01.  | Beate Heister und ihr Bruder Karl Albrecht jr. | 36,1                             | Aldi-Süd                        | Einzelhandel           | 023.                                                           |
| 02.  | Dieter Schwarz                                 | 22,6                             | Schwarz-Gruppe                  | Einzelhandel           | 036.                                                           |
| 03.  | Susanne Klatten                                | 21,0                             | BMW, Altana, Nordex, SGL Carbon | Autohersteller, Pharma | 046.                                                           |
| 04.  | Stefan Quandt                                  | 17,5                             | BMW                             | Autohersteller         | 060.                                                           |
| 05.  | Theo Albrecht Jr.                              | 17,4                             | Aldi Nord und Trader Joe’s      | Einzelhandel           | 061.                                                           |
| 06.  | Heinz Hermann Thiele                           | 13,6                             | Knorr-Bremse AG                 | Logistik               | 091.                                                           |
| 07.  | Hasso Plattner                                 | 13,5                             | SAP                             | Software               | 094.                                                           |
| 08.  | Dietmar Hopp                                   | 13,4                             | Actris, SAP                     | Immobilien, Software   | 096.                                                           |
| 08.  | Georg Schaeffler                               | 13,4                             | Schaeffler-Gruppe               | Kugellager-Herstellung | 096.                                                           |
| 10.  | Klaus-Michael Kühne                            | 12,9                             | Kühne + Nagel                   | Logistik               | 101.                                                           |

## März 2020
Quelle: Forbes Magazine, März 2020
| Rang | Name                                           | Vermögen in Milliarden US-Dollar | Quelle des Vermögens            | Wirtschaftszweig       | Weltranglistenplatz The World’s Billionaires (Forbes Magazine) |
| ---- | ---------------------------------------------- | -------------------------------- | ------------------------------- | ---------------------- | -------------------------------------------------------------- |
| 01.  | Beate Heister und ihr Bruder Karl Albrecht jr. | 33,3                             | Aldi-Süd                        | Einzelhandel           | 023.                                                           |
| 02.  | Dieter Schwarz                                 | 19,8                             | Schwarz-Gruppe                  | Einzelhandel           | 040.                                                           |
| 03.  | Theo Albrecht Jr.                              | 17,0                             | Aldi Nord und Trader Joe’s      | Einzelhandel           | 051.                                                           |
| 04.  | Susanne Klatten                                | 16,8                             | BMW, Altana, Nordex, SGL Carbon | Autohersteller, Pharma | 054.                                                           |
| 05.  | Klaus-Michael Kühne                            | 14,2                             | Kühne + Nagel                   | Logistik               | 074.                                                           |
| 06.  | Walter Droege                                  | 13,0                             | Droege Group                    | Unternehmensberatung   | 086.                                                           |
| 06.  | Dietmar Hopp                                   | 13,0                             | Actris, SAP                     | Immobilien, Software   | 086.                                                           |
| 08.  | Heinz Hermann Thiele                           | 12,9                             | Knorr-Bremse AG                 | Logistik               | 091.                                                           |
| 09.  | Hasso Plattner                                 | 12,4                             | SAP                             | Software               | 096.                                                           |
| 10.  | Stefan Quandt                                  | 12,3                             | BMW                             | Autohersteller         | 098.                                                           |

## März 2021
Quelle: Forbes Magazine, März 2021
| Rang | Name                                           | Vermögen in Milliarden US-Dollar | Quellen des Vermögens           | Wirtschaftszweige         | Weltranglistenplatz The World’s Billionaires (Forbes Magazine) |
| ---- | ---------------------------------------------- | -------------------------------- | ------------------------------- | ------------------------- | -------------------------------------------------------------- |
| 01.  | Beate Heister und ihr Bruder Karl Albrecht jr. | 39,2                             | Aldi-Süd                        | Einzelhandel              | 034.                                                           |
| 02.  | Dieter Schwarz                                 | 36,9                             | Schwarz-Gruppe                  | Einzelhandel              | 038.                                                           |
| 03.  | Susanne Klatten                                | 27,7                             | BMW, Altana, Nordex, SGL Carbon | Autoherstellung, Pharma   | 053.                                                           |
| 04.  | Klaus-Michael Kühne                            | 26,3                             | Kühne + Nagel                   | Logistik                  | 058.                                                           |
| 05.  | Stefan Quandt                                  | 21,6                             | BMW                             | Autohersteller            | 081.                                                           |
| 06.  | Theo Albrecht Jr. & Familie                    | 18,8                             | Aldi Nord, Trader Joe’s         | Einzelhandel              | 098.                                                           |
| 07.  | Reinhold Würth & Familie                       | 16,8                             | Würth-Gruppe                    | Handel                    | 115.                                                           |
| 08.  | Georg Schaeffler                               | 14,9                             | Schaeffler-Gruppe               | Kugellager-Herstellung    | 133.                                                           |
| 09.  | Alexander Otto                                 | 11,8                             | Otto-Gruppe, ECE Group          | Versandhandel, Immobilien | 186.                                                           |
| 10.  | Andreas Strüngmann & Familie                   | 11,0                             | Biontech, Hexal AG              | Biotechnologie, Pharmazie | 200.                                                           |
| 10.  | Thomas Strüngmann & Familie                    | 11,0                             | Biontech, Hexal AG              | Biotechnologie, Pharmazie | 200.                                                           |

## April 2024
Quelle: Forbes Magazine,
| Rang | Name                                           | Vermögen in Milliarden US-Dollar | Quellen des Vermögens           | Wirtschaftszweige                   | Weltranglistenplatz The World’s Billionaires (Forbes Magazine) |
| ---- | ---------------------------------------------- | -------------------------------- | ------------------------------- | ----------------------------------- | -------------------------------------------------------------- |
| 01.  | Klaus-Michael Kühne                            | 39,2                             | Kühne + Nagel                   | Logistik                            | 032.                                                           |
| 02.  | Dieter Schwarz                                 | 38,0                             | Schwarz-Gruppe                  | Einzelhandel                        | 037.                                                           |
| 03.  | Reinhold Würth & Familie                       | 33,6                             | Würth-Gruppe                    | Großhandel                          | 045.                                                           |
| 04.  | Stefan Quandt                                  | 27,3                             | BMW                             | Kraftfahrzeugherstellung            | 068.                                                           |
| 05.  | Susanne Klatten                                | 26,5                             | BMW, Altana, Nordex, SGL Carbon | Kraftfahrzeugherstellung, Pharmazie | 071.                                                           |
| 06.  | Beate Heister und ihr Bruder Karl Albrecht jr. | 15,9                             | Aldi Süd                        | Einzelhandel                        | 118.                                                           |
| 07.  | Andreas von Bechtolsheim & Familie             | 14,8                             | Arista Networks                 | Netzwerktechnik                     | 129.                                                           |
| 08.  | Theo Albrecht jr. & Familie                    | 14,0                             | Aldi Nord, Trader Joe’s         | Einzelhandel                        | 135.                                                           |
| 09.  | Hasso Plattner & Familie                       | 12,1                             | SAP                             | Software                            | 164.                                                           |
| 10.  | Georg Schaeffler                               | 10,9                             | Schaeffler-Gruppe               | Kugellager-Herstellung              | 195.                                                           |